# 中島みゆき ほのぼのしちゃうのね
『中島みゆき ほのぼのしちゃうのね』（なかじまみゆき ほのぼのしちゃうのね）は、歌手の中島みゆきがパーソナリティを務めていたラジオ番組。2003年から2004年にかけてニッポン放送で放送された。

## 概要
毎回、聴取者から寄せられたハガキやeメールを読み、それに対して中島みゆきがコメントする、という形式の番組であった。本番組では、ハガキやeメールのことを“回覧板”と称し、その内容は読んだ中島や他の聴取者が、ほのぼのとする内容のものが主であった。かつて中島が『オールナイトニッポン』の月曜1部放送後の、2部パーソナリティーが上柳昌彦（当時は平仮名表記の「うえやなぎまさひこ」）であったことから懇意となり、『うえやなぎまさひこのサプライズ!』内のベルト番組として放送されていた。メインパーソナリティーである、うえやなぎに「おーやさーん!」（大家さーん!）と、中島独特の抑揚で叫んで回覧板を持ってくる、という設定のオープニングだった。
本番組は、放送地域が東京圏など一部地域に限られていた。2004年7月5日以降の放送分においてニッポン放送の公式サイトで本番組のストリーミング放送が行われ、放送していない地域であっても本番組を聴くことができるように図られた。
2005年にも放送が予定されていたが、ライブドアによるニッポン放送買収騒動の中、中島が出演拒否を表明したため、現在放送予定は凍結されている模様である（とはいえ、2006年末、2013年2月には『みゆきのANN』復活放送をし、同年4月から2018年9月まで『中島みゆきのオールナイトニッポン月イチ』を担当）。

## 放送期間
- 2003年1月6日-同年7月31日
- 2004年2月9日-同年4月2日
- 同年7月5日-10月8日

放送回数は延べ252回であった。

## 放送されていたネット局
- ニッポン放送
  - 月曜 - 金曜 10:00 - 10:10（2003年1月6日 - 7月31日まで、『うえやなぎまさひこのサプライズ!』内で放送）
  - 月曜 - 金曜 10:30 - 10:40（2004年2月9日 - 4月2日、7月5日 - 10月8日まで、同上）
- 北陸放送（MRO）：月曜 - 金曜 10:25 - 10:35（2003年3月31日 - 7月31日、『今日も“シャキ”っと』内で放送）
- 中国放送（RCC）：月曜 - 金曜 10:25 - 10:35（2003年3月31日 - 7月31日、『平成ラヂオバラエティごぜん様さま』内で放送）